# Ronde van België 2010
De 80e editie van de Ronde van België, ook Tempo-Team Ronde van België, werd van 26 tot en met 30 mei verreden. De Ronde van België 2010 maakte deel uit van de UCI Europe Tour 2010 in de categorie 2.HC.

## Deelnemende ploegen
Er namen 21 teams deel aan deze editie, en in totaal stonden er 165 renners mee aan de start.
| 6 UCI-World Tour-ploegen     | 8 Professionele continentale wielerploegen | 7 Continentale wielerploegen |
| Omega Pharma-Lotto           | Saur-Sojasun                               | An Post-Sean Kelly           |
| Team RadioShack              | Footon-Servetto                            | BKCP-Powerplus               |
| Quick Step                   | Landbouwkrediet-Colnago                    | Sunweb-Revor                 |
| Rabobank                     | Topsport Vlaanderen-Mercator               | Telenet-Fidea                |
| Team Katjoesja               | Cofidis                                    | Lotto-Bodysol                |
| Vacansoleil Pro Cycling Team | Acqua & Sapone                             | Qin Cycling Team             |
|                              | Skil-Shimano                               | Jong Vlaanderen-Bauknecht    |
|                              | Verandas Willems-Accent                    |                              |

## Etappe-overzicht
| etappe | datum  | start        | finish       | afstand  | winnaar          | klassementsleider |
| ------ | ------ | ------------ | ------------ | -------- | ---------------- | ----------------- |
| 1e     | 26 mei | Eeklo        | Eeklo        | 156,6 km | Philippe Gilbert | Philippe Gilbert  |
| 2e     | 27 mei | Eeklo        | Knokke-Heist | 162,7 km | Kenny Van Hummel | Philippe Gilbert  |
| 3e     | 28 mei | Knokke-Heist | Mechelen     | 192,2 km | Jimmy Casper     | Philippe Gilbert  |
| 4e     | 29 mei | TT Herzele   | TT Herzele   | 16,7 km  | Dominique Cornu  | Dominique Cornu   |
| 5e     | 30 mei | Herstal      | Herstal      | 173,7 km | Ben Hermans      | Stijn Devolder    |

## Eindstanden
| Plaats    | Naam             | Ploeg                        | Tijd      |
| --------- | ---------------- | ---------------------------- | --------- |
| Rode trui | Stijn Devolder   | Quick Step                   | 16u35'55" |
| 2         | Dominique Cornu  | Skil-Shimano                 | +00' 52"  |
| 3         | Bram Tankink     | Rabobank                     | +01' 00"  |
| 4         | Philippe Gilbert | Omega Pharma-Lotto           | +01' 11"  |
| 5         | Thomas De Gendt  | Topsport Vlaanderen-Mercator | +01' 22"  |
| 6         | Ben Hermans      | Team RadioShack              | +01' 23"  |
| 7         | Koos Moerenhout  | Rabobank                     | +01' 39"  |
| 8         | Óscar Freire     | Rabobank                     | +01' 40"  |
| 9         | Nick Nuyens      | Rabobank                     | z.t.      |
| 10        | Cyril Lemoine    | Saur-Sojasun                 | +01' 50"  |

| Plaats      | Naam             | Ploeg                   | Punten |
| ----------- | ---------------- | ----------------------- | ------ |
| Blauwe trui | Philippe Gilbert | Omega Pharma-Lotto      | 68     |
| 2           | Jimmy Casper     | Saur-Sojasun            | 65     |
| 3           | Stefan Van Dijk  | Verandas Willems-Accent | 54     |

| Plaats     | Naam            | Ploeg                        | Punten    |
| ---------- | --------------- | ---------------------------- | --------- |
| Witte trui | Dominique Cornu | Skil-Shimano                 | 16u36'47" |
| 2          | Thomas De Gendt | Topsport Vlaanderen-Mercator | +00' 30"  |
| 3          | Ben Hermans     | Team RadioShack              | +00' 31"  |
|            |                 |                              |           |
| 10         | Kai Reus        | Rabobank                     | 20        |

| Plaats | Ploeg                        | Tijd      |
| ------ | ---------------------------- | --------- |
|        | Rabobank                     | 49u51'21" |
| 2      | Team Katjoesja               | +03' 37"  |
| 3      | Topsport Vlaanderen-Mercator | +04' 06"  |